# Papilio demodocus
Papilio demodocus са вид насекоми от семейство Лястовичи опашки (Papilionidae). Те са пеперуди, често срещани в Субсахарска Африка. Те са вредител за селскостопанските култури, като гъсениците им често се хранят с листата на цитрусовите дървета.